# Albert E. Mead
Albert Edward Mead (14 dezembro de 1861 - 19 março de 1913) foi o quinto governador de Washington, cargo que ocupou entre 1905 até 1909.